# This Is Normal
This Is Normal третий студийный альбом исландской группы GusGus. Он был выпущен в 1999 году на лейбле 4AD Records.
21,400 копий альбома были проданы во Франции.

## Отзывы
This is Normal получил 4 из 5 звезд на Allmusic.

## Список композиций
1. "Ladyshave" – 3:57
2. "Teenage Sensation" – 4:14
3. "Starlovers" – 4:43
4. "Superhuman" – 6:20
5. "Very Important People" – 5:51
6. "Bambi" – 3:47
7. "Snoozer" – 4:01
8. "Blue Mug" – 4:11
9. "Acid Milk" – 6:43
10. "Love Vs. Hate" – 4:33
11. "Dominique" – 5:15